# Orde van de Koninklijke Familie van Kedah
De Meest Geachte Orde van de Koninklijke Familie van Kedah, in het Maleis "Darjah Kerabat Yang Amat Mulia Kedah" of "Most Honourable Royal Family Order of Kedah" geheten  werd door de Sultan, "Duli Yang Maha Mulia Sultan dan Yang di-Pertuan Negara Kedah Dar ul-Aman al-Mu'tasimu Billah Muhib ud-din Alhaj 'Abdu'l Halim Mu'azzam Shah" op 21 februari 1964 gesticht en heeft een enkele graad. De dragers, Datuks genoemd, mogen de letters "DK" achter hun naam dragen en worden, als ze dat al niet zijn, in de adelstand opgenomen.
Volgens Guy Stair Sainty dragen alleen de Maleisische vorsten en leden van de koninklijke familie deze onderscheiding.
De zilveren ster heeft negen punten waartussen negen kortere gouden punten zijn aangebracht. In het midden is een groen medaillon met rode ring gelegd.